# Bobby Rahal
 (mars 2019).
Si vous disposez d'ouvrages ou d'articles de référence ou si vous connaissez des sites web de qualité traitant du thème abordé ici, merci de compléter l'article en donnant les références utiles à sa vérifiabilité et en les liant à la section « Notes et références ».
Pour les articles homonymes, voir Rahal.
Robert « Bobby » Rahal, né le 10 janvier 1953 à Medina, Ohio, est un pilote automobile américain, désormais reconverti en tant que directeur d'écurie.

## Biographie

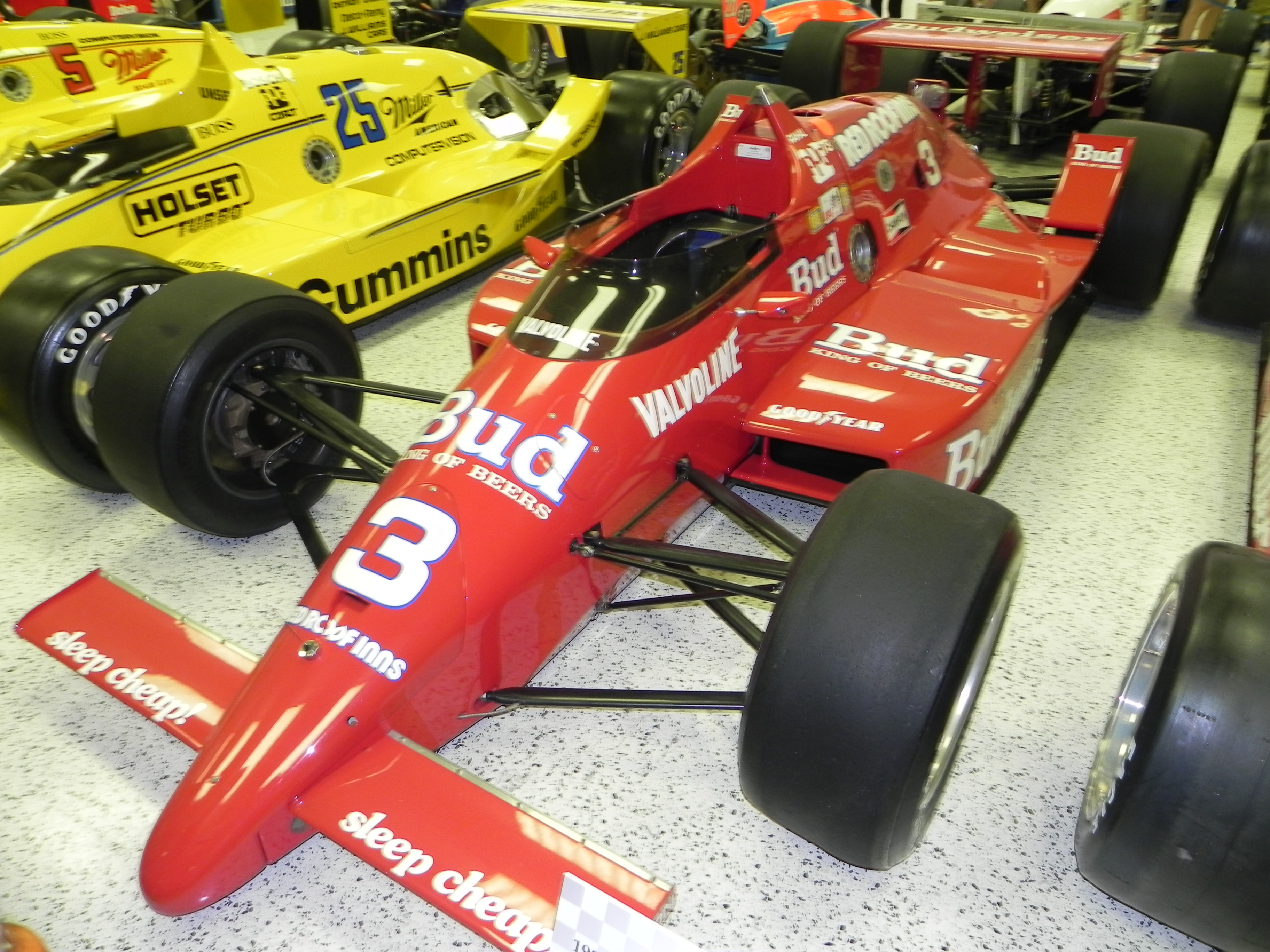
La March-Ford de l'écurie Truesports utilisée par Rahal pour remporter l'Indy 1986 (IMS Hall of Fame Museum)

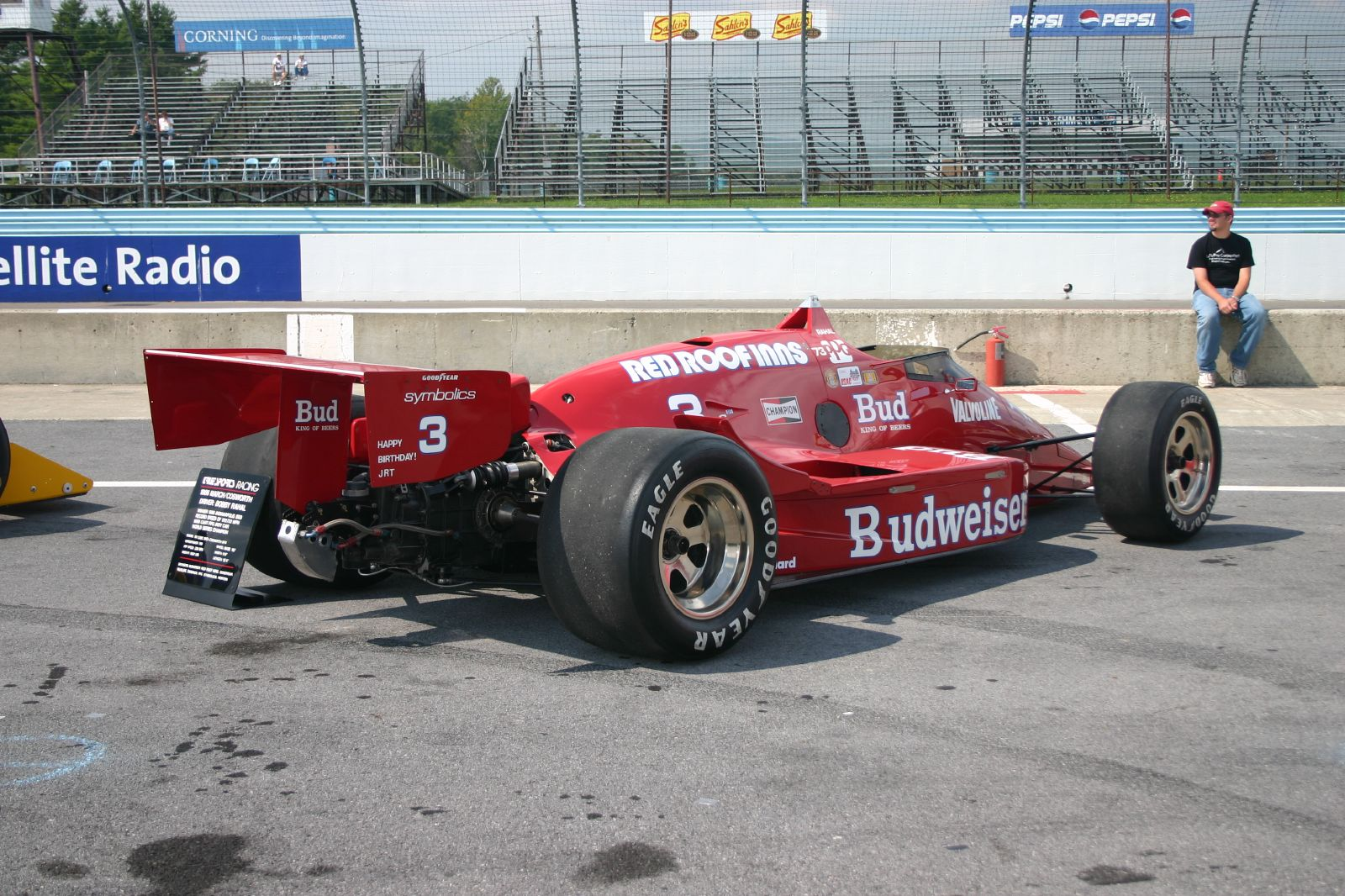
La même, vue de l'arrière.

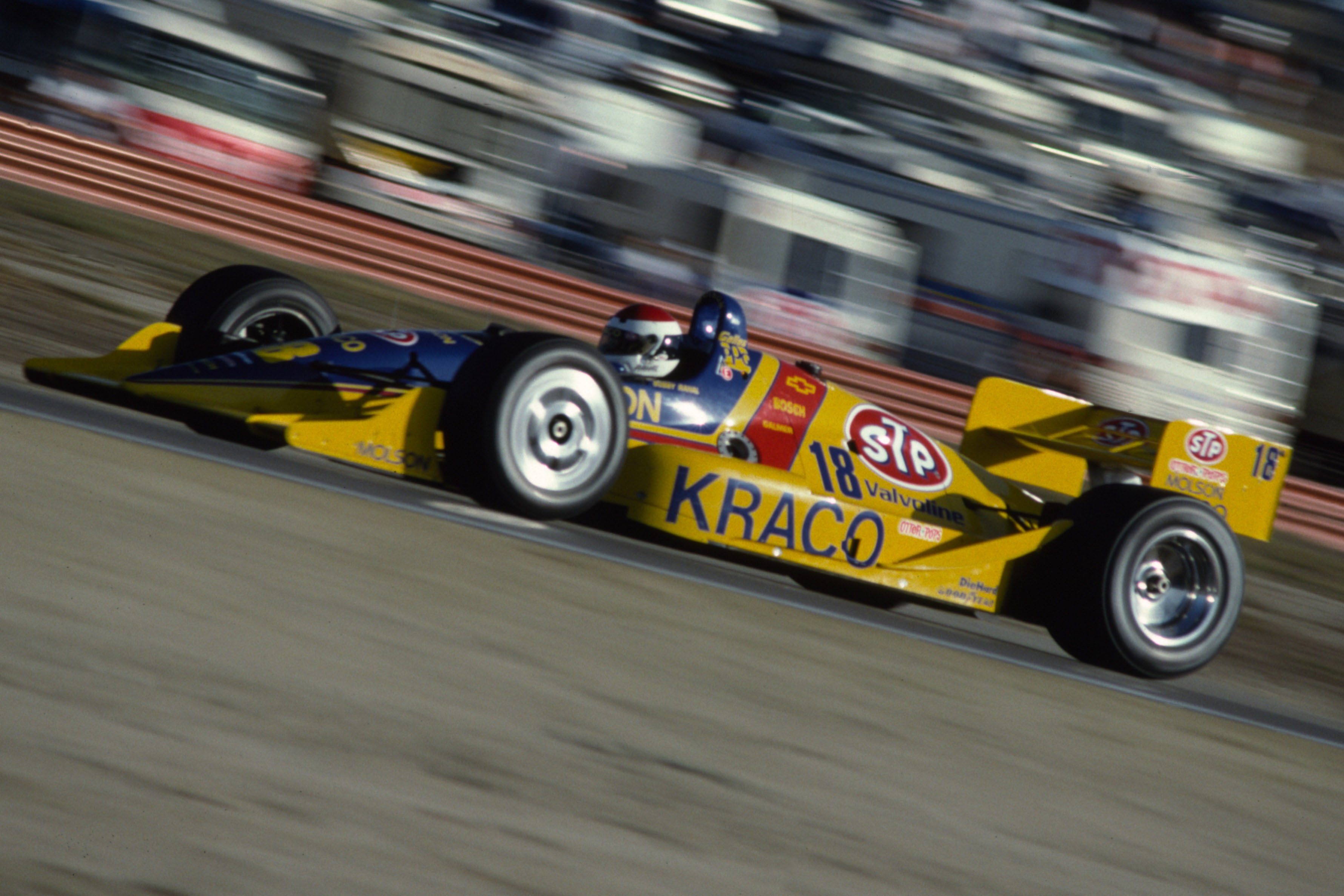
Bobby Rahal à Laguna Seca en 1991

Issu des rangs de la Formule Atlantique, Bobby Rahal fait sa première apparition au plus haut niveau à la fin de la saison 1978 de F1, lorsqu'il est choisi par l'écurie de Formule 1 Wolf Racing pour épauler Jody Scheckter le temps de deux courses. Mais ne parvenant pas à décrocher un volant à temps plein pour la saison suivante, il poursuit sa carrière aux États-Unis. 
En 1982, Rahal intègre les rangs de la série CART. Dès sa première saison, il remporte son premier succès. Puis en 1986, il décroche la victoire aux 500 Miles d'Indianapolis ainsi que son premier championnat. Deux autres suivront, en 1987, où il remporte aussi les 12 Heures de Sebring, puis en 1992.
Le titre acquis en 1992 est d'autant plus remarquable qu'il l'a été en tant que pilote-propriétaire, Bobby Rahal s'étant associé l'année précédente avec Carl Hogan pour monter sa propre structure. Avec le départ de Carl Hogan, Bobby Rahal redevient unique propriétaire, avant d'être rejoint en 1996 par l'animateur vedette de la télévision américaine David Letterman (mais ce n'est qu'en 2004 que le Team Rahal prendra le nom de Rahal-Letterman Racing).
Après son titre de 1992, la carrière de Bobby Rahal décline lentement. Fin 1998, il décide de raccrocher son casque pour se concentrer sur la direction de son équipe. Nommé à titre intérimaire en 2000 à la direction du CART, il crée la surprise cette même année en acceptant à la demande de Ford de prendre la direction sportive de l'écurie Jaguar Racing en Formule 1. Ce deuxième passage de Rahal en Formule 1 va s'avérer tout aussi bref et peu productif que le premier en 1978. Victime des luttes de pouvoir au sein de l'écurie britannique, et affaibli par le transfert avorté de l'ingénieur Adrian Newey, il est poussé dehors par Niki Lauda, qui prend sa place fin 2001. 
De retour à la direction de son écurie de course, Bobby Rahal prend en 2003 la décision de passer du CART à l'Indy Racing League. En 2004, son pilote Buddy Rice permet ainsi à Rahal de remporter par procuration une nouvelle victoire aux 500 miles d'Indianapolis. Et depuis 2005, l'émergence au plus haut niveau de la très médiatisée pilote féminine Danica Patrick (protégée de Rahal depuis plusieurs années) a contribué à faire du Rahal-Letterman Racing l'une des équipes les plus en vue du sport automobile américain.
Le fils de Bobby Rahal, Graham Rahal, s'est lui aussi lancé dans le sport automobile. En 2006, il a participé à quelques manches du championnat A1 Grand Prix pour le compte de l'équipe du Liban (la famille Rahal est d'origine libanaise), a terminé vice-champion de Formule Atlantique, avant de faire ses débuts en Champ Car en 2007 dans la puissante écurie Newman/Haas/Lanigan Racing.

## Palmarès
- Triple vainqueur du championnat CART (1986, 1987, 1992)
- Vainqueur des 500 Miles d'Indianapolis en 1986.

## Résultats en championnat du monde de Formule 1
| Saison | Écurie             | Châssis | Moteur  | Pneus    | GP disputés | Points inscrits | Classement |
| ------ | ------------------ | ------- | ------- | -------- | ----------- | --------------- | ---------- |
| 1978   | Walter Wolf Racing | WR5 WR1 | Ford V8 | Goodyear | 2           | 0               | n.c.       |